# Township

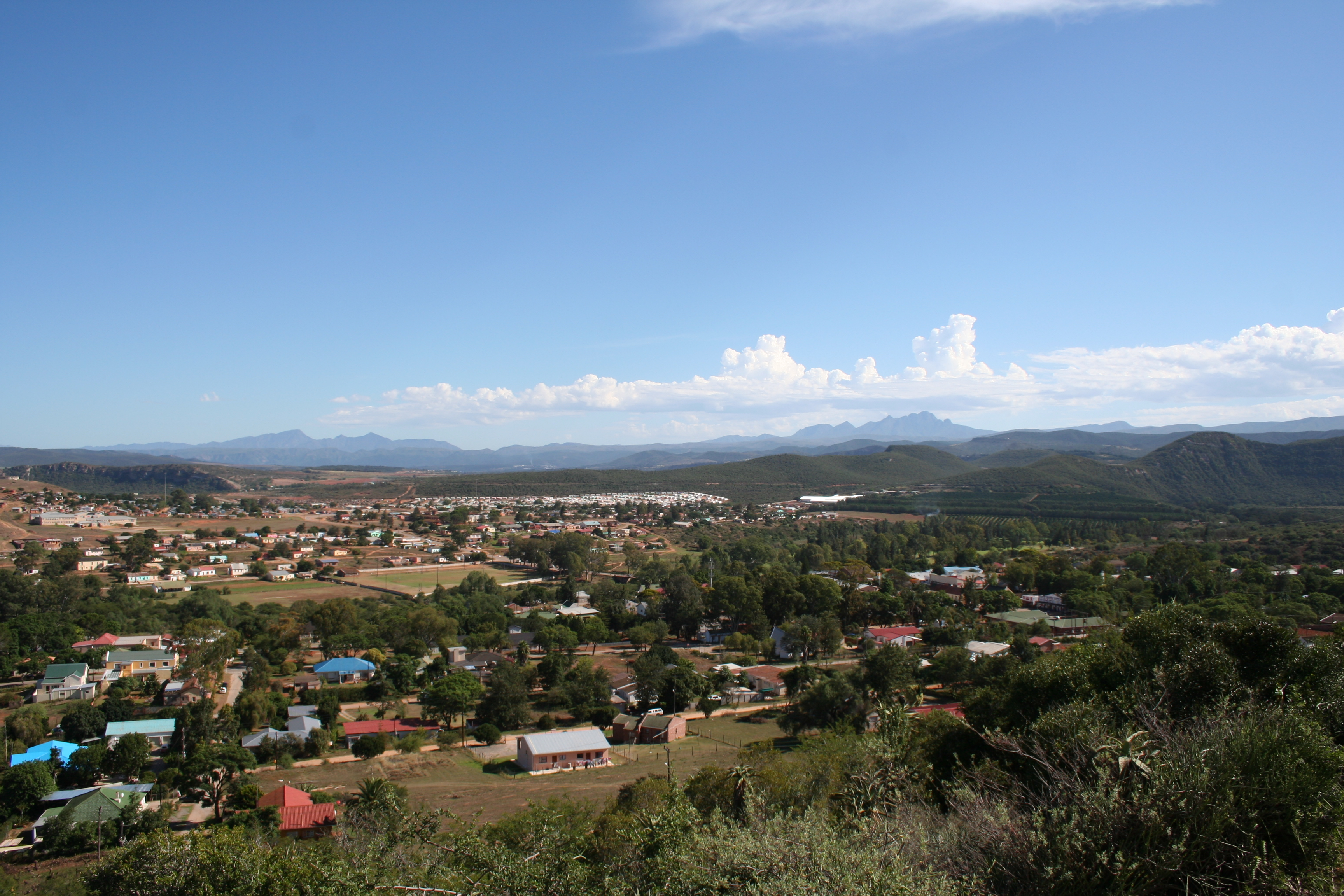
El poble de Hankey en primer pla, juntament amb un township, en el pla posterior, en els límits de la ciutat.

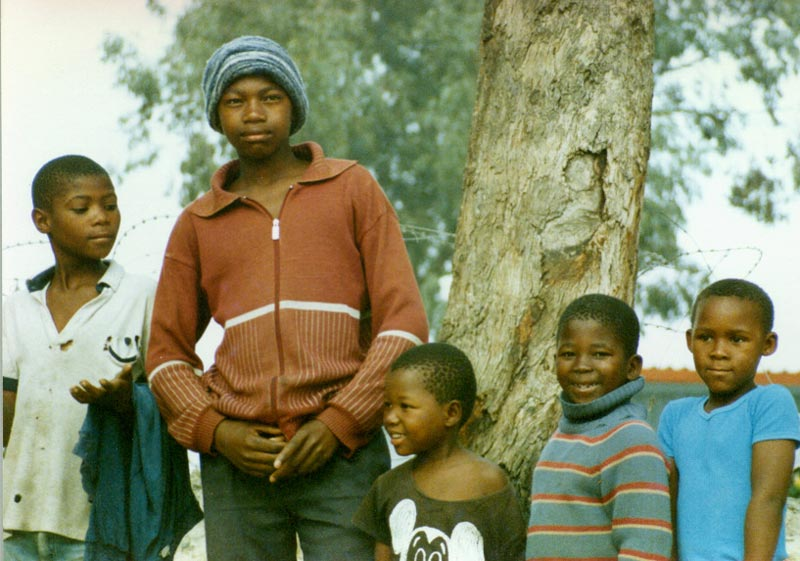
Nens en un township prop de Ciutat del Cap el 1989.

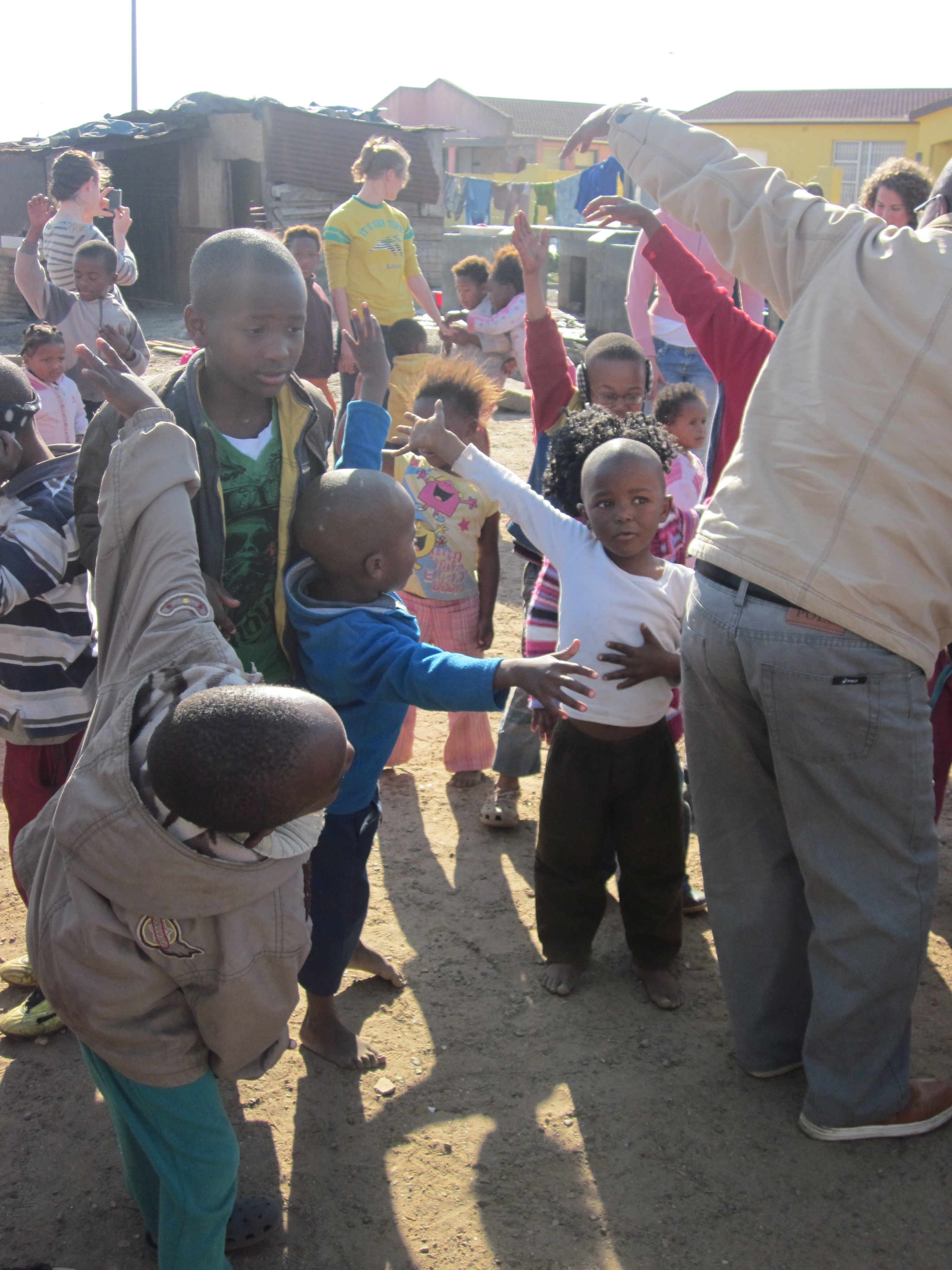
Nens en un township prop de Ciutat del Cap.

A Sud-àfrica, els termes township i location usualment s'utilitzen per referir-se a àrees urbanes subdesenvolupades, des de finals del segle xix fins al final de l'apartheid, poblats per gent no blanca, com ara indis, africans negres i coloureds. Els townships van ser generalment construïts en les perifèries dels pobles i ciutats. El terme township també és una denominació dins del sistema legal de títols de propietat, i que no té connotacions racials.

## Història
Durant la primera meitat del segle xx, una gran majoria de la població negra vivia en grans àrees urbanes en hostels o llocs posats a disposició pels seus ocupadors i eren majoritàriament homes solters. En el període durant i posterior a la Segona Guerra Mundial les àrees urbanes de Sud-àfrica van experimentar un ràpid període d'urbanització quan la colour bar va ser anunciada a causa de la guerra. Ni els ocupadors ni el govern van construir nous llocs per a la creixent població. Això va portar a superpoblació, pobres condicions de vida i la falta d'oportunitats van portar a un increment dels nivells de criminalitat. Les altes rendes i la superpoblació van portar a l'ocupació de terres i creació de precaris assentaments.
Cap a 1950 una part substancial de la població negra urbana vivia en townships. El 1950 més de 100.000 persones vivien en els townships de l'àrea Witwatersrand, 50.000 persones a Cato Manor, Durban, i aproximadament 150.000 negres i coloured persones vivien en un township de Ciutat del Cap.
Les condicions de vida en les barraques i establiments dels assentaments en township eren dolentes però millors que altres opcions més barates com hostals barats i d'altres sense regulació de la policia sud-africana durant l'apartheid.

### Apartheid
Durant l'era de l'apartheid, la població d'origen negre va ser desplaçada des de les àrees marcades com a "només blancs" i forçada a traslladar-se a segregats townships. Es van crear tres townships separats per a cadascuna de les races no blanques -negres, coloureds i indis- per mitjà de la Population Registration Act, 1950. La legislació va permetre al govern de l'apartheid la separació a través de la Group Areas Act.
Els townships per no blancs també van ser anomenats locations o lokasies en Afrikaans, i amb freqüència s'utilitzen aquests noms als petits pobles. El terme de l'argot "kasie", una versió escurçada de la popular paraula "lokasie" també es feia servir.

### Post apartheid
La majoria dels pobles i ciutats sud-africanes tenen almenys un township vinculat. Alguns townships han experimentat un ràpid creixement des de 1994 amb el creixement d'àrees riques i de classe mitjana que van florir a prop de Soweto i Chatsworth. Malgrat els seus orígens vinculats a l'apartheid, actualment els termes township, location i informal settlement no tenen ús despectiu. No obstant l'ús polític, des de la dècada de 1950, sovint s'utilitza el terme slums de forma més pejorativa.